# Juan Romagosa
Juan Romagosa y Pros (La Bisbal del Panadés, 1791 - Igualada, 1834) fue un militar carlista español.
Inició su carrera militar durante la guerra de Independencia. En 1822 fue el jefe de la insurrección absolutista contra el régimen liberal. En 1825 fue designado gobernador del corregimiento de Mataró y fue ascendido a mariscal de campo.
Durante la revuelta de 1827 se mantuvo fiel al Gobierno a pesar de que fue uno de los principales impulsores de la sublevación. En 1831 fue ascendido a general y marchó hacia Francia. Regresó en 1834 convertido en comandante general de las tropas carlistas en Cataluña. No puedo participar en el levantamiento ya que fue detenido y fusilado en Igualada pocos días después.